# Swoge
Swoge (bułg. Своге) – miasto w zachodniej Bułgarii, w obwodzie sofijskim. To ośrodek administracyjny gminy Swoge.

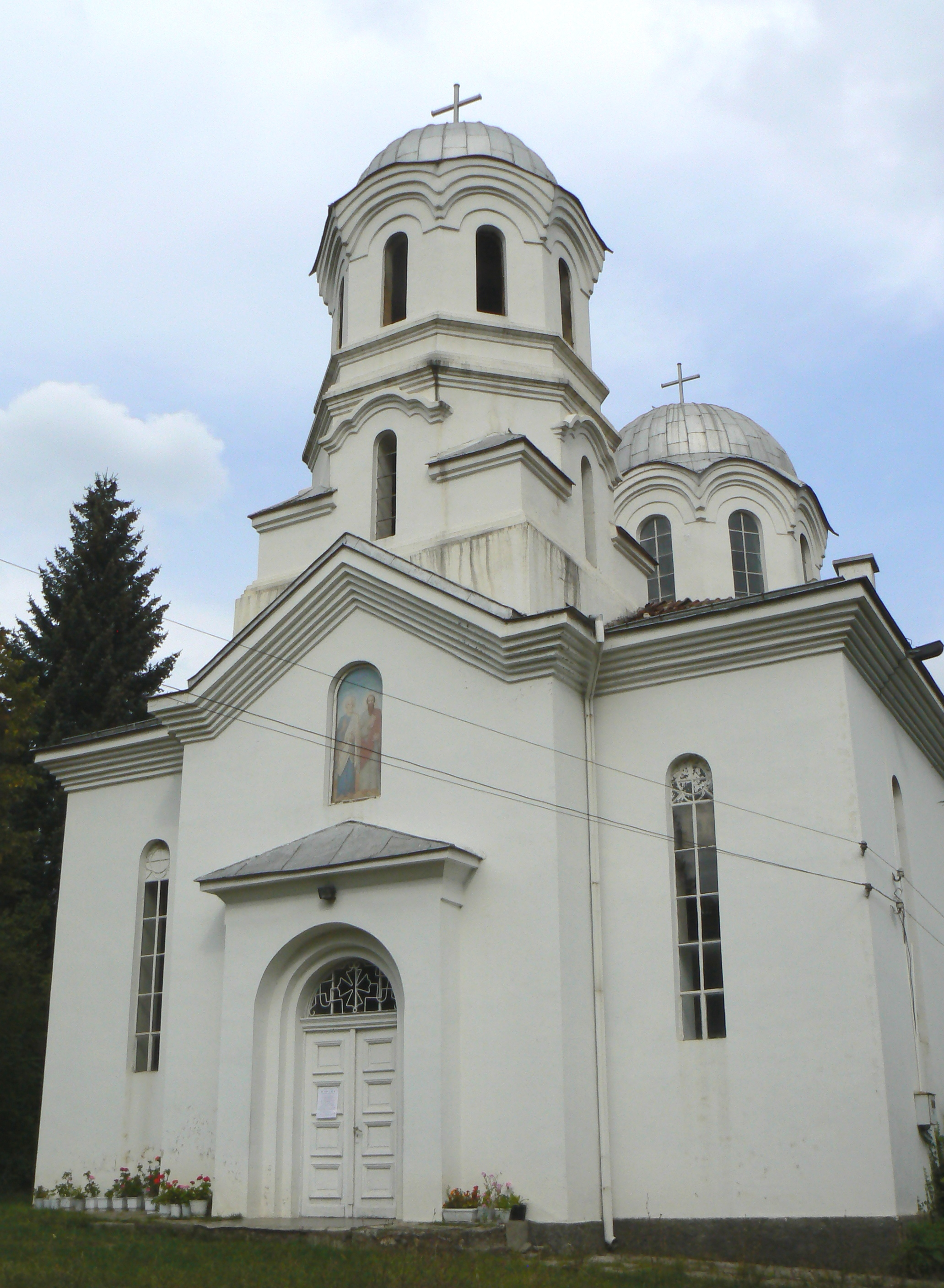
Cerkiew pod wezwaniem Św. Piotra i Pawła

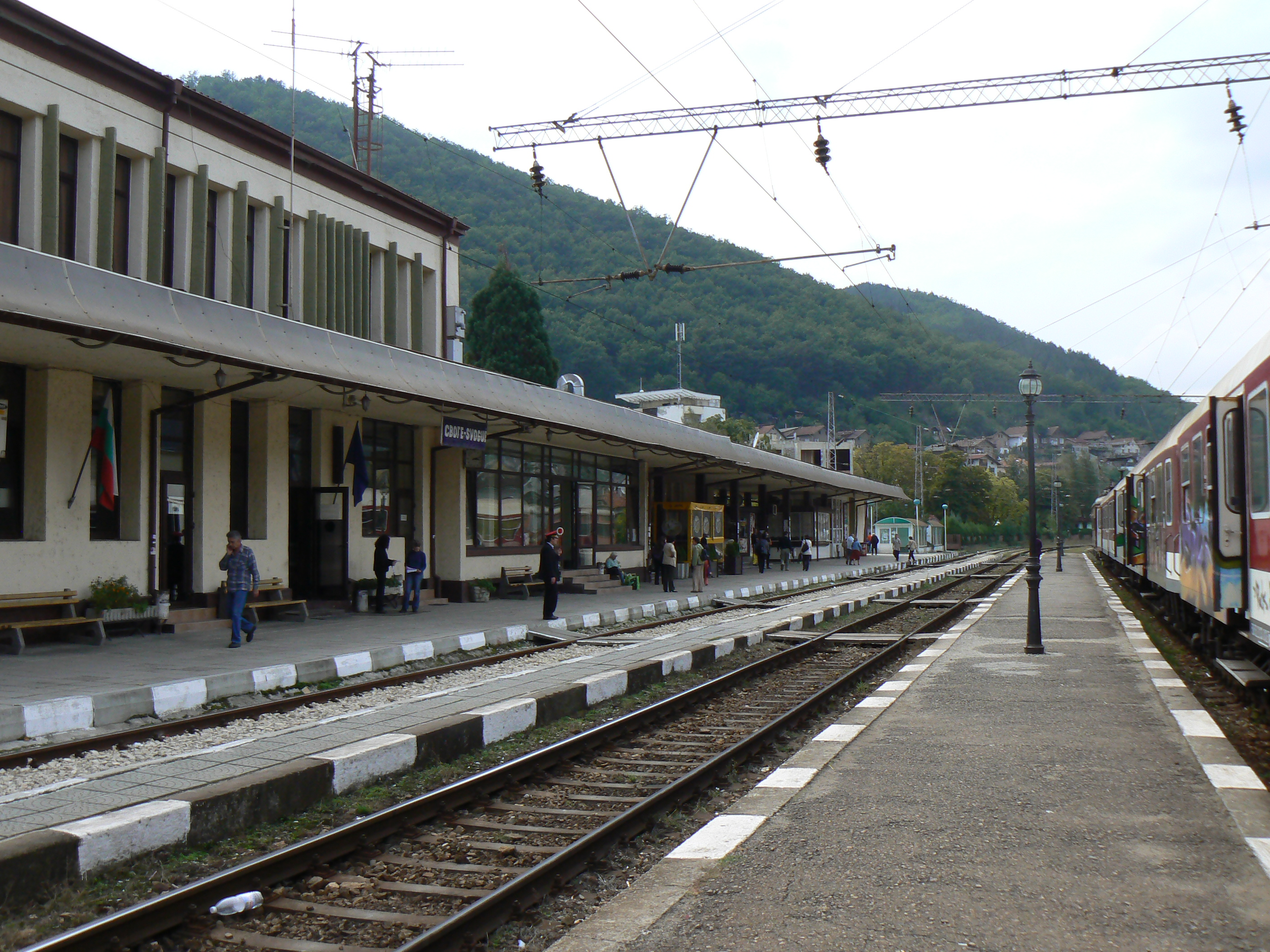
Stacja kolejowa

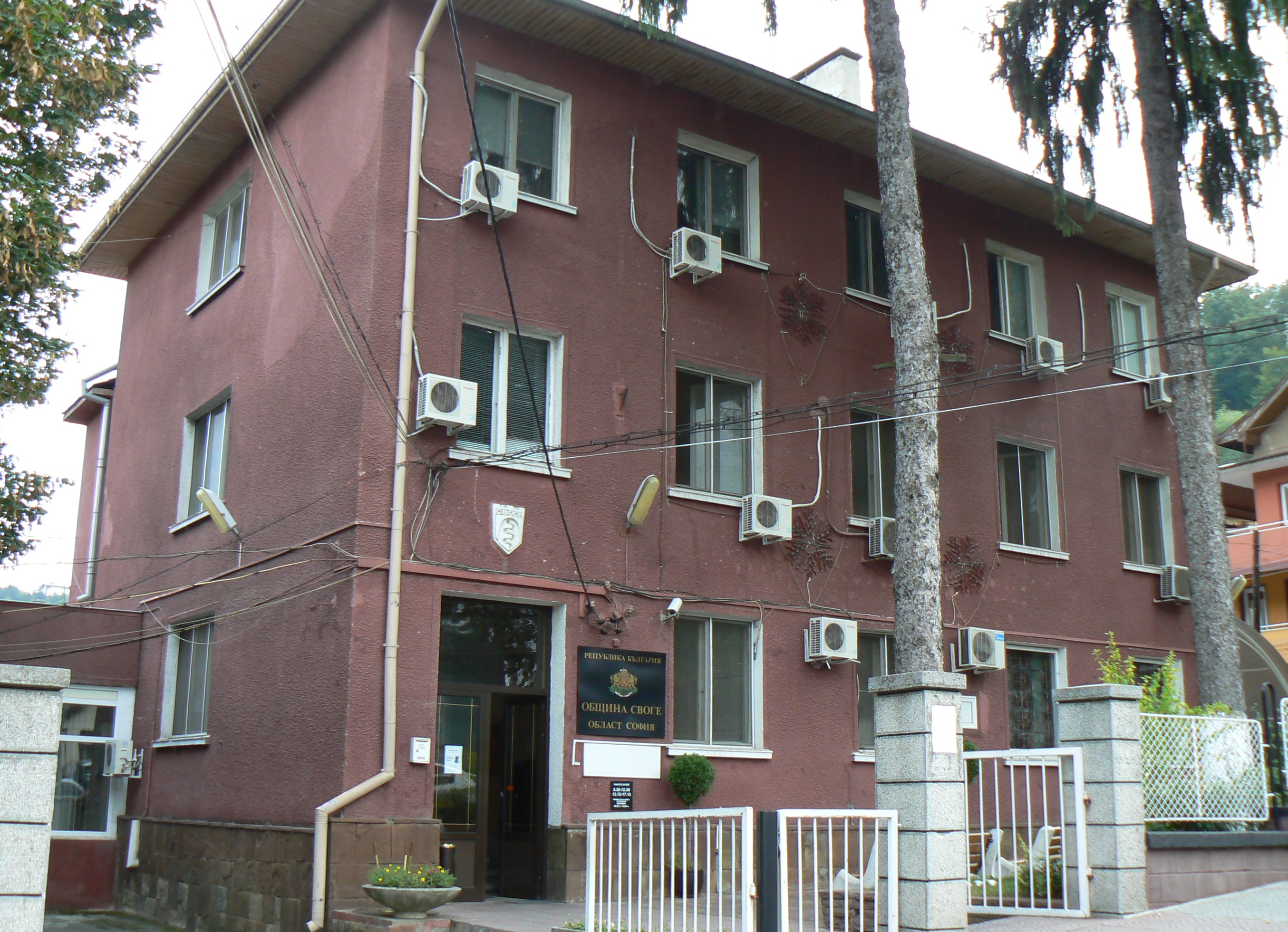
Urząd miasta i gminy

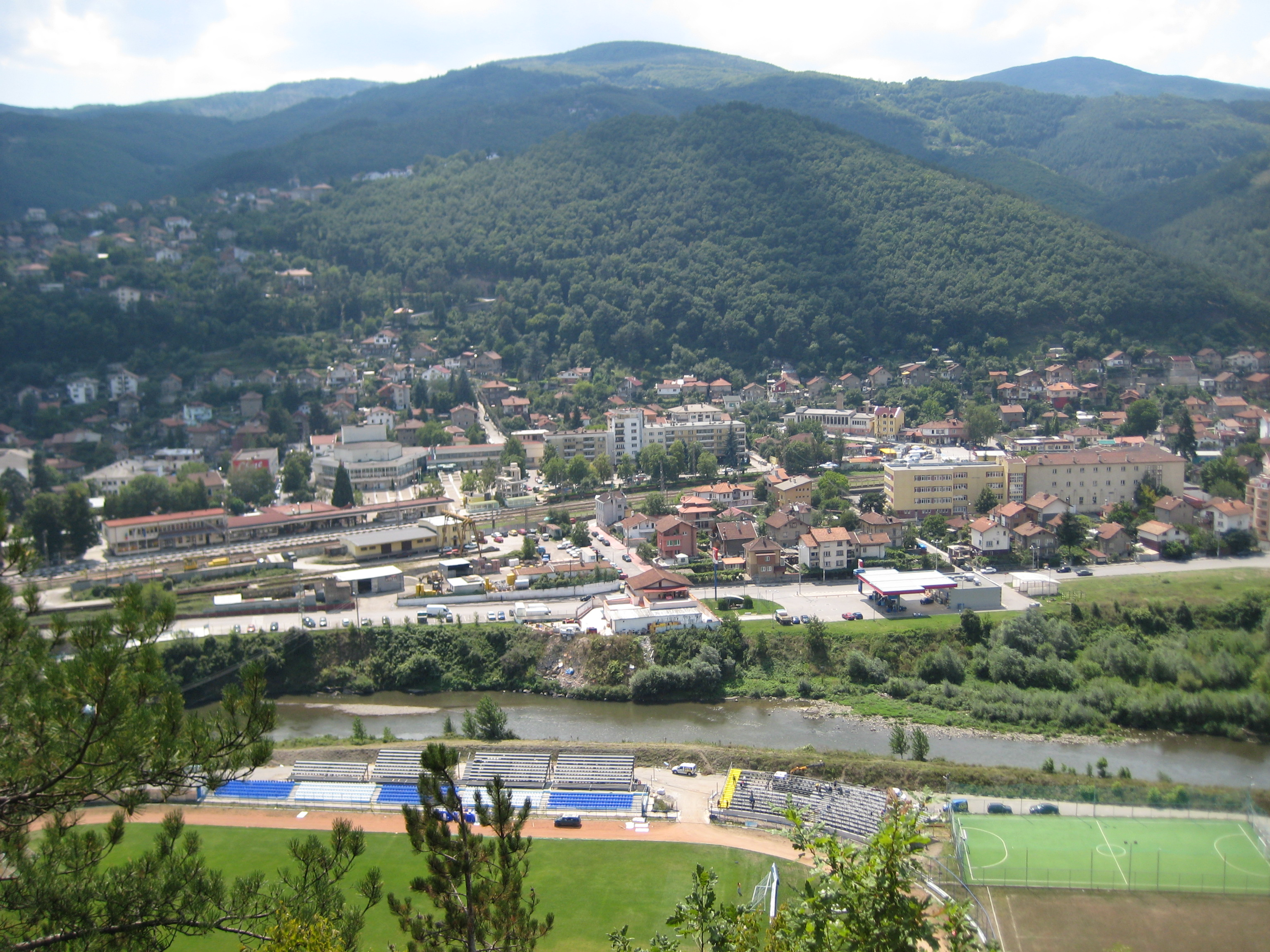
Widok na stadion

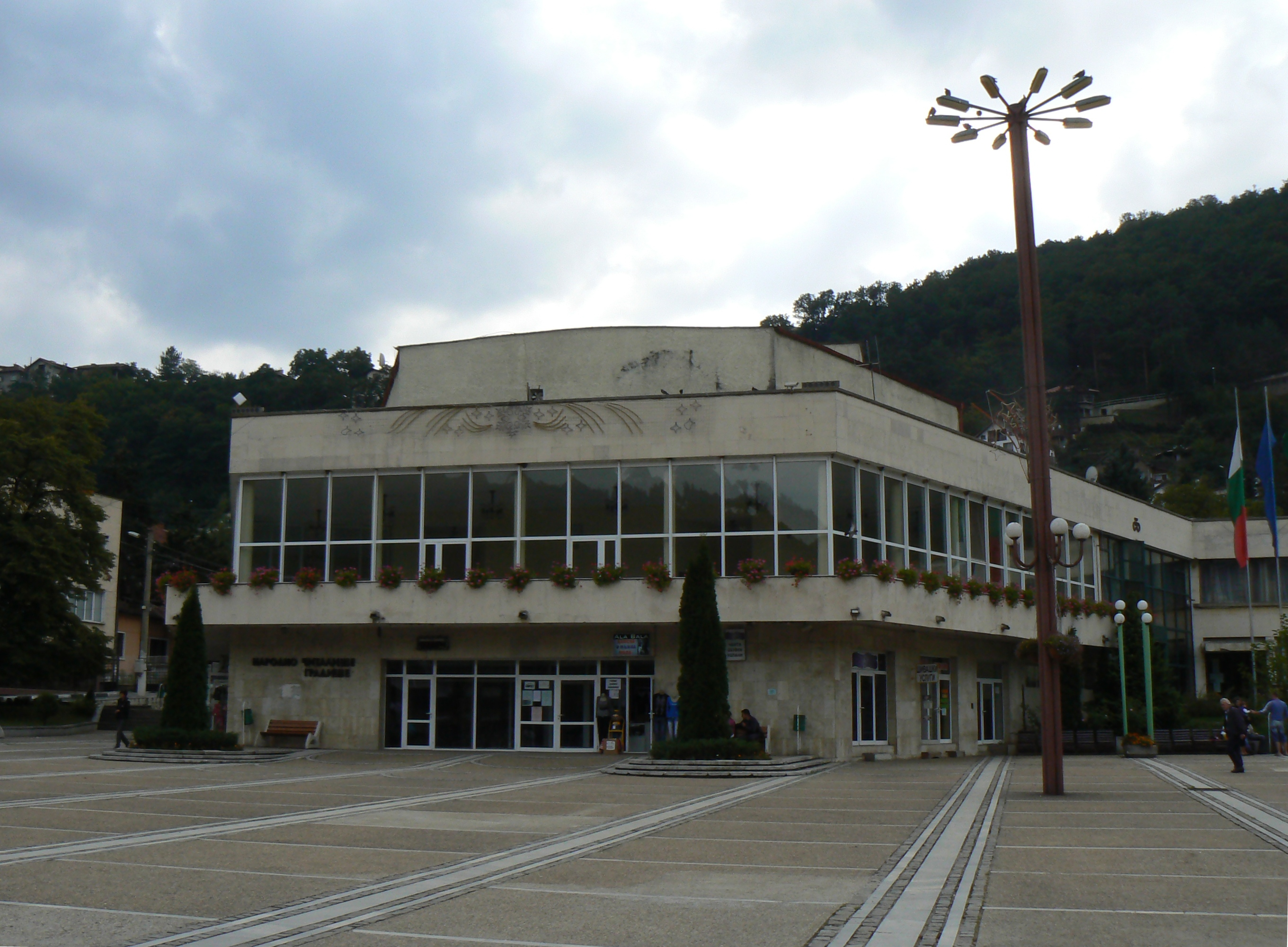
Czitaliszte

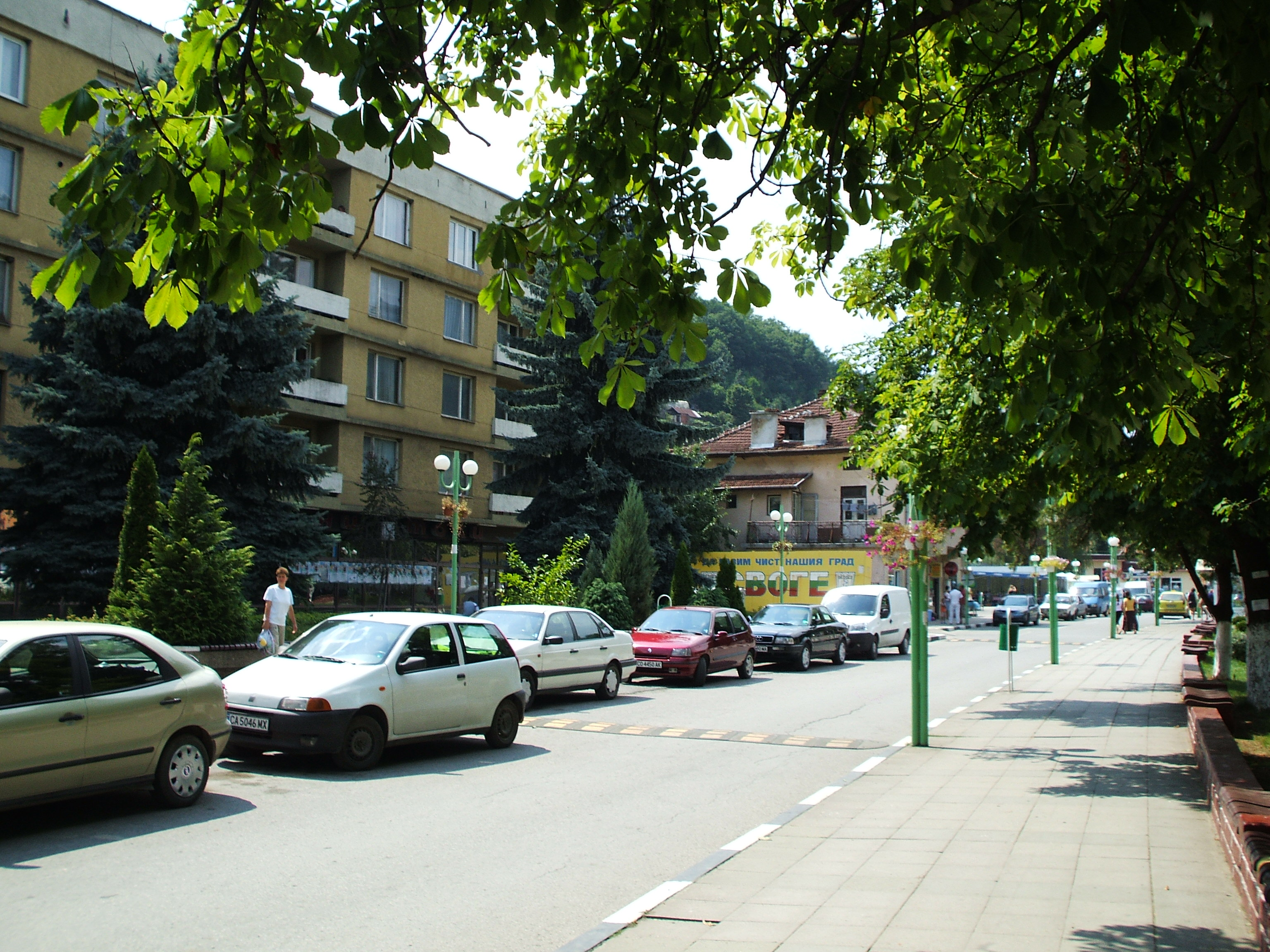
Główna ulica w Swoge

## Geografia
Miasto leży w górskim terenie, które położone jest w wąwozie, nad ujściem Iskrecka reka do Iskyru. W tym miejscu graniczą ze sobą trzy góry: Mała Płanina, Golema Płanina i Ponor. Swoge znajduje się 33 km od Sofii. Obszar ten jest siedliskiem wielu gatunków roślin i zwierząt, w tym ponad 40 gatunków wymienionych w Czerwonej Księdze Bułgarii.

## Klimat
Swoge leży w klimacie umiarkowanym ciepłym, jest to teren górzysty dlatego są tu mroźne zimy i chłodne lata. Jeden z chłodniejszych miejsc Bułgarii. Wzdłuż Iskrecka Reka (dopływ rzeki Iskyr) występuje szczególny mikroklimat, idealny do leczenia w chorób płuc.

## Geologia
Struktury geologiczne regionu Swoge reprezentowane są przez skał z okresu triasu, karbonu, ordowiku, jury. Skład skał to głównie wapienie, dolomity, piaskowce, argility, kwarcyty, margiele, i wiele innych.

## Historia

### Starożytność
Ślady zamieszkania na tym terenie zaobserwowano już w starożytności, swoją pierwszą osadę założyli Trakowie z plemienia Tribali, z tego okresu pozostało kilka fortyfikacji, które były przeznaczone do powstrzymania inwazji barbarzyńców. Pozostały także trzy cmentarze. Znaleziska archeologiczne od IV - I wieku p.n.e. wskazują, że ten region był w stosunkach handlowych ze światem śródziemnomorskim, znaleziono również greckie i rzymskie monety, które są dowodem tej tezy.

### Średniowiecze
W V wieku osada była atakowana przez Słowian. Zachowały się też liczne pozostałości zamków związane z dużej aktywności budowlanej cesarza Justyniana I Wielkiego, w celu wzmocnienia Półwyspu Bałkańskiego, przed najazdami Słowian i Protobułgarów, Gotów, Awarów. Te ziemie zostały włączone do Pierwszego Cesarstwa bułgarskiego w na początku IX wieku, kiedy wojska chana Kana Subigi Kruma Strasznego zdobyły te tereny w celach strategicznych. Domniemywa się, że oddziały wojsk Kana Kruma zostały pokonane przez bizantyjską armię cesarza Nicefora I Genika w pobliżu wsi Gubisław, gdzie wieś nawet nosi nazwę "gubi" z języka bułgarskiego: przegrać, jednak niestety nie ma wystarczających danych z okresu wczesnego średniowiecza. Po upadku Bułgarii pod rządami Turków, populacja w miasteczku wzrosła znacząco.

### XV–XVIII wiek
W XV–XVI wieku wznoszono wiele cerkwi. Powstał klasztor. W 1871 roku, przybył tu Wasyl Lewski nazywany apostołem wolności z zadaniem rewolucyjnej komisji. Po wyzwoleniu Bułgarii, region Swoge jest stosunkowo słabo rozwinięty gospodarczo. Głównym zajęciem ludności było prymitywne rolnictwo, zwierząt gospodarskich i leśnych. W końcu XIX w. została zbudowana linia kolejowa między Sofią a Romanem.

### XIX–XX wiek
W roku 1900 Swoge staje się centrum administracyjnym gminy odbierając tytuł ten miejscowości Iskrec z powodu dobrych stanowiskach gospodarczych i strategicznych. Powstały wykopaliska węgla, stopniowo rozwijała się gospodarka Swoge, W 1921 roku została założona fabryka cukru i czekolady, gdzie pracowało około 200 pracowników. Powstawały szkoły i ośrodki kultury.

## Turystyka
Miejsce wypoczynkowe, miasto dysponuje licznymi zabytkami oraz walorami przyrodniczymi; jaskiniami; ścieżkami edukacyjnymi. Około 20 km od Swoge znajduje się góra wspinaczkowa Łataniszki skali, która się najczęściej odwiedzaną i znaną w Bułgarii.

## Ekonomia
W Swoge jest słynna fabryka czekolady Kraft Foods, która jest wręcz symbolem miasta. Zakład balustrad i wyposażenia hotelu. Są tu również tworzone tekturowe produkty Grafobal Bułgarii. Duże znaczenie dla gospodarki miasta mają kopalnie węgla kamiennego i kopalnie uranu.

## Struktury wyznaniowe
Mieszkańcy w większości są prawosławni, także adwentystyczni. Istnieją dwie cerkwie.

## Edukacja
W mieście działają 3 przedszkola, jedna szkoła podstawowa, jedno gimnazjum, jedno liceum.

## Kultura i instytucje
Jest tutaj biblioteka, założona w 1907 roku, nosząca imię "Gradiszte", która jest ośrodkiem kulturowym Swoge. Istnieją także teatry i muzea. W Swoge jest jedyny w gminie szpital.

## Sport
Istnieje tu klub piłkarski Sportist Swoge, założony w 1924 roku, występujący regularnie w lidze bułgarskiej, grający na stadionie imienia Czawdara Cwetkowa.

## Urodzeni w Swoge
- Aleksandyr Wutimski (1919 – 1943) – poeta
- Christo Jowow – piłkarz
- Czawdar Cwetkow – piłkarz